# Hemmschuh (Naturschutzgebiet)
Das Naturschutzgebiet Hemmschuh liegt im Landkreis Sächsische Schweiz-Osterzgebirge in Sachsen nordwestlich, westlich, südöstlich und südlich von Rehefeld-Zaunhaus um den 846 Meter hohen Berggipfel Hemmschuh herum. Am westlichen Rand des Gebietes verläuft die S 182 und nördlich die S 183. Am südlichen und südöstlichen Rand verläuft die Staatsgrenze zu Tschechien.

## Bedeutung
Das 253,28 ha große Gebiet mit der NSG-Nr. D 47 wurde im Jahr 1961 unter Naturschutz gestellt. 